# Scieurac-et-Flourès
Scieurac-et-Flourès is een gemeente in het Franse departement Gers (regio Occitanie) en telt 49 inwoners (2009). De plaats maakt deel uit van het arrondissement Mirande.

## Geografie
De oppervlakte van Scieurac-et-Flourès bedraagt 5,2 km², de bevolkingsdichtheid is dus 9,4 inwoners per km².

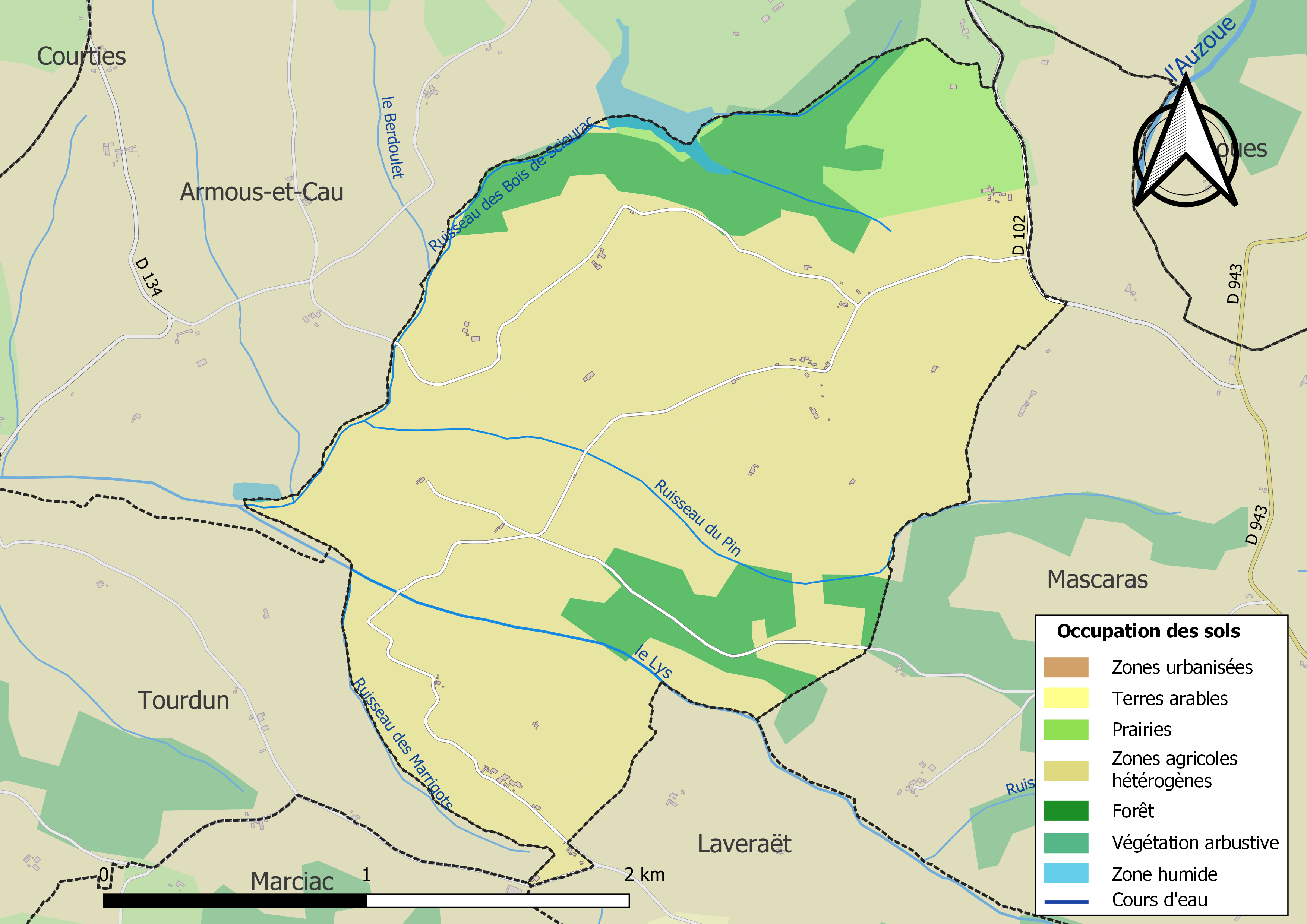
Kaart van de gemeente met belangrijkste infrastructuur, bodemgebruik en omliggende gemeenten

## Demografie
Onderstaande figuur toont het verloop van het inwonertal (bron: INSEE-tellingen).

1. ↑  Populations de référence 2022.